# Sociometrický status
Sociometrický status vyjadřuje statusovou pozici jedince ve třídě (nebo v jakékoliv jiné malé sociální skupině).
Pomocí sociometrického statusu mohou být žáci ve třídě klasifikováni jako oblíbení (často zmiňovaní spolužáky jako ti, které mají rádi, málokdy jako ti, které jejich spolužáci rádi nemají), odmítaní (opak), opomíjení (zřídka zmiňovaní, ať už jako oblíbení nebo neoblíbení) nebo průměrní.
Studie sociometrického statusu v dětství ukazuje, že toto skupinové zařazení (anglicky category assignement) je v kratším časovém horizontu (cca jeden měsíc) poměrně stabilní, ale není stabilní v dlouhodobém horizontu (šest měsíců a déle). Některé kategorie jsou stabilnější než jiné (odmítaní), některé zase méně stabilní (opomíjení).
Ti, kteří pravidelně spadají do kategorie oblíbených, vykazují lepší sociální a psychické přizpůsobení v průběhu delšího časového úseku než ti, kteří pravidelně spadají do kategorie odmítaných.
Sociometrický status se měří pomocí sociometrie.